# Гибель Теночтитлана

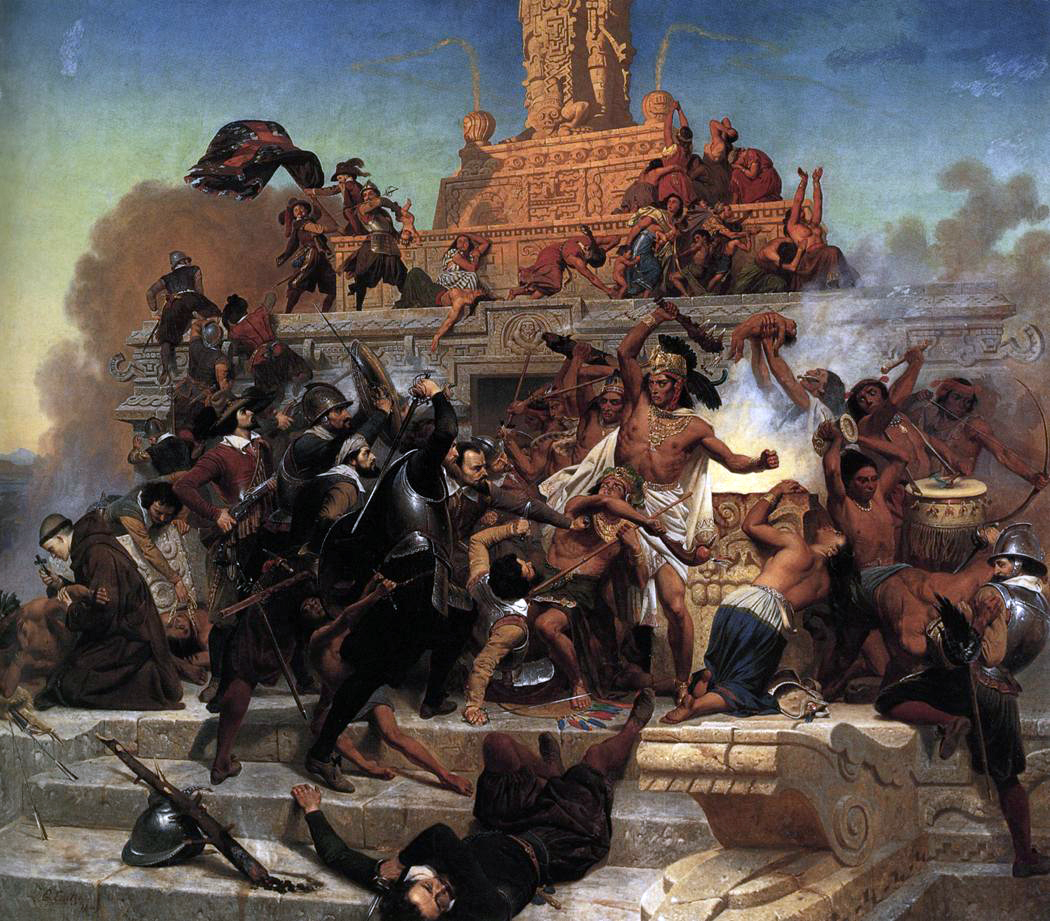
Штурм теокалли Эрнаном Кортесом. Худ. Эммануэль Лойце, 1848 г.

Осада Теночтитлана — осада с последующим захватом и разрушением столицы империи ацтеков, возглавляемая испанским конкистадором Эрнаном Кортесом, произошла в 1521 году. Несмотря на многочисленные бои, которые велись между коренным населением и конкистадорами, именно падение Теночтитлана стало началом падения Ацтекской империи. Завоевание Мексики было частью испанской колонизации Америки. Три штурмовые колонны возглавлялись Педро де Альварадо, Кристобалем де Олида, Гонсало де Сандовалем.
Испанцы, приплывшие в Америку в XVI веке, были поражены богатством городов ацтеков, их красотой и великолепием. Эрнан Кортес со своими солдатами и союзниками-индейцами вошёл в город 8 ноября 1519 года, но 1 июля 1520 года был вынужден бежать. Испанцы снова атаковали город 4 июня 1521 года. Осада закончилась падением Теночтитлана 13 августа 1521 года.

## Начало осады
Захватив зимой и весной 1521 года все значительные города ацтеков вокруг Тескоко, Кортес 10 мая (по другим источникам 26 мая) начал штурм Теночтитлана. Согласно плану Кортеса, три отряда ринулись на штурм столицы. Главная трудность предстоящего сражения заключалась в том, что к Теночтитлану нужно было пробиваться по дамбам, где нельзя было использовать лошадей. Индейцы на плотинах обстреливали европейцев из луков, укрываясь за домами, небольшими крепостями, баррикадами или просто завалами. В первые дни испанцам не удалось добиться каких-либо успехов. Тогда Кортес распорядился разрушить водопровод, снабжавший столицу питьевой водой. Это сооружение начиналось в Чапультепеке. Сюда был направлен первый удар отрядов Альварадо и Олида. Ацтеки защищались яростно, но не могли устоять против мощного натиска противника и отступили. Испанцы разрушили часть акведука — и водопровод перестал действовать. Население стало испытывать нужду в питьевой воде. В Теночтитлане было несколько колодцев, но воды, которую они давали, не хватало и её приходилось доставлять в город на лодках.

### Первые битвы
Первые же попытки испанцев овладеть дамбами наткнулись на такой яростный отпор, что они вынуждены были поспешно отступить. Тысячные отряды воинов защищали подходы к столице и с суши, и с озера. Стрельба по пирогам была малоэффективной, так как вдоль бортов своих судёнышек индейцы укрепили толстые щиты.
Первый серьёзный бой на воде подтвердил исключительное значение флотилии для овладения Теночтитланом. Теперь войска, боровшиеся за дамбы, имели надёжную защиту. Кроме того, флотилия позволяла полностью блокировать густонаселённый город, нуждавшийся в регулярном подвозе продовольствия и питьевой воды. Перехват жизненно важных для населения грузов стал второй задачей, которую Кортес возложил на своих моряков.
Далее неожиданно для ацтеков Кортес напал на Холок — важный узел на пересечении двух магистралей, расположенный у самых стен столицы. Испанцы засели в крепости, установили пушки. Хотя защитники города предприняли несколько отчаянных атак, им не удалось изгнать конкистадоров из захваченных укреплений.

### Смелое решение Кортеса
Затянувшаяся борьба истощала силы испанцев и их союзников. Завоеватели были вымотаны, так как, помимо боевых действий, страдали от непривычного климата — продолжался сезон дождей. Союзники конкистадоров, не привыкшие к затяжным кампаниям, стали проявлять нерешительность. Кортес стал думать о более эффективных средствах, которые ускорили бы желанную развязку. Было решено сделать вылазку в самый город. Действуя совместно с пехотой, моряки ударили по ацтекским отрядам, оборонявшим каменные брустверы, построенные у проломов дамбы. Несколько раз они высаживали десанты по ту сторону проломов и вынуждали ацтеков отходить все дальше и дальше. Вслед за авангардными частями Кортеса двигались специальные отряды тлашкаланцев, которые заделывали проломы, сваливая туда камень, строительный мусор и другие материалы с разобранных брустверов и завалов. После нескольких часов боя передовые части дошли до главной магистрали, по которой испанцы когда-то вступили в Теночтитлан. Эта улица пересекала столицу с севера на юг и вела к площади, где находился грандиозный храм Уицилопочтли. Дальнейшее продвижение отрядов Кортеса замедлилось: бригантины не могли пройти по мелководью каналов. К тому же все крыши зданий были усеяны воинами, обстреливавшими испанцев и их союзников сверху. Кортес приказал срыть все дома до основания. Войска Кортеса продолжили наступление.
Подтянув артиллерию, конкистадоры разнесли оборонительные сооружения на противоположном берегу и уничтожили большую часть защитников в этой части города. В спешке мешики отступили. Преследуя их, атакующие вырвались на центральную площадь и овладели главным храмом, сбросив с пирамиды статую бога Уицилопочтли. Возмущённые кощунственным обращением с статуей своего бога, ацтеки перешли в наступление. Испанцы и их союзники поспешно отступали, и только появление группы всадников спасло их от истребления. Суеверный страх перед лошадьми дезориентировал мешиков, предоставив конкистадорам возможность отбить потерянные ранее орудия и покинуть столицу.

## Падение Теночтитлана
Кортес принимает план полного уничтожения города. После упорных боёв, в ходе которых каждый из лейтенантов (Альварадо и Сандоваль) Кортеса, рискуя своей жизнью и жизнями сотоварищей по оружию, пытался пробиться первым на рыночную площадь, испанцы прорвались в эту часть города. Отряды соединились. Сражение окончательно превратилось в побоище. Конкистадоры и их индейские союзники стремились как можно скорее истребить уцелевших обитателей Теночтитлана.
13 августа 1521 г. штурм ацтекской столицы, продолжавшийся более 70 дней, завершился. В этот день испанцам удалось перехватить небольшую флотилию, отчалившую от одного из городских кварталов. В одном из каноэ оказался правитель ацтеков. «Он положил руку на мой кинжал, прося, чтобы я убил его», — писал Кортес. Но предводителю конкистадоров пленённый правитель был нужен как заложник. Испанцы разрешили безоружным истощённым ацтекам покинуть разрушенный город, добившись от их правителя сведений о местонахождении спрятанных сокровищ ацтеков. Завоевателям досталось золото, оценённое в сумму около 130 тысяч испанских золотых дукатов, но добыча показалась им слишком скромной, и они подвергли пленника пыткам. Испанцы надеялись выведать у Куаутемока, где скрыты остальные драгоценности, но не смогли добиться большего.
Уцелевшие здания поверженного Теночтитлана были разрушены, похоронив под собой тела павших защитников. На руинах индейской столицы был основан город Мехико. Предводитель конкистадоров сообщил императору Карлу V о долгожданной победе. В своём послании он указал, что в боях и в результате голода и эпидемий погибло 70 тысяч мешиков, более половины населения города. По утверждению завоевателей, потери их союзников приближались к 10 тысячам.